# Suzanne Cryer
Suzanne Rossell Cryer (Rochester (New York), 13 januari 1967) is een Amerikaanse actrice.

## Biografie
Cryer doorliep de high school aan de Greenwich High School in Greenwich (Connecticut). Hierna studeerde zij af met een bachelor of Arts in Engelse literatuur aan de Yale-universiteit in New Haven (Connecticut). Toen haalde zij haar master aan de Yale School of Drama aldaar. Tijdens haar studie begon zij met acteren in lokale theaters. 
Cryer begon in 1992 met acteren in de televisieserie Law & Order, waarna zij nog meerdere rollen speelde in televisieseries en films. Zij is vooral bekend van haar rol als Ashley Walker in de televisieserie Two Guys and a Girl waar zij in 60 afleveringen speelde (1998-2001). 

## Filmografie

### FIlms
Uitgezonderd korte films
- 2018 Regarding the Case of Joan of Arc - als The Deep State
- 2018 The Cloverfield Paradox - als nieuwslezeres
- 2016 10 Cloverfield Lane - als vrouw
- 2013 Teen Beach Movie - als tante Antoinette
- 2012 How I Spent My Summer Vacation - als vrouw van chauffeur
- 2008 Sex and the City - als vrouw die hond redt
- 2007 The Happiest Day of His Life - als Cynthia
- 1999 Friends & Lovers - als Jane McCarthy
- 1998 Wilbur Falls - als Katherine Deveraux
- 1997 Wag the Dog - als Amy Cain

### Televisieseries
Uitgezonderd eenmalige gastrollen..
- 2019-2022 All Rise - als DDA Maggie Palmer - 12 afl.
- 2019 Oh Jerome, No - als Nicole - 4 afl.
- 2016-2019 Silicon Valley - als Laurie Bream - 45 afl.
- 2019 Cake - als Nicole - 2 afl.
- 2013-2018 The Fosters - als Jenna Paul - 6 afl.
- 2014-2015 Shameless - als Cheryl - 2 afl.
- 2009 Dexter - als Tarla Grant - 2 afl.
- 2008 The Starter Wife - als Jolie Driver - 4 afl.
- 2006 The PTA - als Martyr - ? afl.
- 2002-2003 Frasier - als Denise - 2 afl.
- 1999-2001 It's Like, You Know... - als Kate - 2 afl.
- 1998-2001 Two Guys and a Girl - als Ashley Walker - 60 afl.

- International Standard Name Identifier: 0000 0000 3886 7161
- Library of Congress Control Number: no00010687
- Virtual International Authority File: 56149791
- WorldCat: E39PBJrRdB6qYQBkg8QwWRyDbd